# Autodesk Inventor
Autodesk Inventor è un software di modellazione 3D per la progettazione meccanica, prodotto da Autodesk, la software house produttrice di Autocad.
Nasce nel 1999 con la versione 1 commercializzata solo in America e poi dalla versione 2 in tutto il mondo.
Inventor è un software di progettazione meccanica 3D, o modellatore, che incorpora un modulo per la creazione di parti, un modulo per la creazione di assemblaggi delle stesse e il modulo per la messa in tavola, ovvero la realizzazione di un disegno con viste e tutte le quote necessarie per la realizzazione del pezzo.
Inventor viene considerato da Autodesk come il punto focale della sua suite di strumenti per il PLM, integrandosi con altri software dello stesso produttore come Autodesk AliasStudio e il PDM Autodesk Vault.
Inventor dà la possibilità di lavorare in diversi ambienti specifici per ogni settore della prototipazione, così come in officina si partirebbe dal pezzo grezzo e lo si lavorerebbe con varie macchine; è possibile, però, ottenere anche altri tipi di informazione, come le distinte in automatico che si generano dalle proprietà dei singoli pezzi che vengono successivamente assemblati, i rendering, le tavole, le analisi di interferenze, gli esplosi, simulazioni di moto e di resistenza dei materiali e degli oggetti, cablaggi e piping 3D.
Inventor è inoltre dotato di librerie di standard (un milione e duecentomila parti in accordo al produttore) personalizzabili con le parti create dall'utente stesso, dotate di strumenti guidati (detti anche wizard) per la gestione e l'inserimento dei pezzi in esse contenuti ed il calcolo statico della tenuta di gran parte di essi (grazie ad un modulo chiamato Design Accelerator).

## Cronologia delle versioni
| Versione | Nome        | Rilascio           |
| -------- | ----------- | ------------------ |
| 1        | Alpha       | settembre 20, 1999 |
| 2        | Thunderbird | marzo 1, 2000      |
| 3        | Camaro      | agosto 1, 2000     |
| 4        | Corvette    | dicembre 1, 2000   |
| 5        | Durango     | settembre 17, 2001 |
| 5.3      | Prowler     | gennaio 30, 2002   |
| 6        | Viper       | ottobre 15, 2002   |
| 7        | Wrangler    | aprile 18, 2003    |
| 8        | Cherokee    | ottobre 15, 2003   |
| 9        | Crossfire   | luglio 15, 2004    |
| 10       | Freestyle   | aprile 6, 2005     |
| 11       | Faraday     | aprile 6, 2006     |
| 2008     | Goddard     | aprile 11, 2007    |
| 2009     | Tesla       | aprile 16, 2008    |
| 2010     | Hopper      | febbraio 27, 2009  |
| 2011     | Sikorsky    | marzo 26, 2010     |
| 2012     | Brunel      | marzo 22, 2011     |
| 2013     | Goodyear    | marzo 27, 2012     |
| 2014     | Franklin    | marzo 27, 2013     |
| 2015     | Dyson       | marzo 28, 2014     |
| 2016     | Shelby      | aprile 16, 2015    |
| 2017     | Enzo        | marzo 28, 2016     |
| 2018     | Elon        | marzo 24, 2017     |
| 2019     | Zora        | aprile 10, 2018    |
| 2020     | Senna       | marzo 27, 2019     |
| 2021     | Ada         | marzo 31, 2020     |
| 2022     | Ren         | aprile 4, 2021     |
| 2023     |             | marzo 28, 2022     |